# جوليان س. سميث
جوليان س. سميث (بالإنجليزية: Julian C. Smith)‏ هو ضابط أمريكي، ولد في 11 سبتمبر 1885 في إلكتون في الولايات المتحدة، وتوفي في 5 نوفمبر 1975 في Fort Belvoir ‏ في الولايات المتحدة.